# Steven Pokere
Pas d'image ? Cliquez ici

a Compétitions nationales et continentales officielles uniquement.

b Matchs officiels uniquement.
Steven Tahurata Pokere, né le 11 août 1958 à Hawera (Nouvelle-Zélande), est un joueur de rugby à XV qui a joué avec l'équipe de Nouvelle-Zélande. Il évolue au poste de trois-quarts centre. 

## Carrière
Steven Pokere dispute son premier test match avec l'équipe de Nouvelle-Zélande le 12 septembre 1981 contre l'Afrique du Sud. Son dernier test match fut contre l'Australie, le 29 juin 1985. 
Il joue aussi avec les Māori de Nouvelle-Zélande en 1983.

## Palmarès
- Nombre de test matchs avec les Blacks : 18
- Nombre total de matchs avec les Blacks : 39